# Georg Adelly
Georg Ingvald Adelly, född 19 oktober 1919 i Vardal i Norge, död 26 oktober 1997 i Göteborg, var svensk musiker (basist), skådespelare och komiker.

## Biografi
Adelly upptäcktes 1946 av Gösta Bernhard då han turnerade med Leon Landgrens revy. Han var under många år engagerad i Casinorevyn. Adelly hade ett utmärkande kroppsspråk med "talande fingrar". Hans parodi på den indiska dansören Ram Copal i 1948 års revy räknas till ett av hans mest minnesvärda nummer. På Casino brukade man skämtsamt säga: Föreställningen är inställd -  Georg Adelly har stukat fingret.
Han spelade revy med Karl Gerhard och tillhörde Hagge Geigerts revygäng i Uddevalla och Göteborg 1964–1970. Hos Geigert gestaltade han bland annat den glade gutten Ola Norman, som blev en återkommande figur i flera revyer.[källa behövs]
Han medverkade i ca 40 filmer, oftast lättsamma komedier och filmlustspel som bland andra Åsa-Nisse flyger i luften, Friarannonsen och 91 Karlsson rycker in. Georg Adelly är begravd på Västra kyrkogården i Göteborg.

## Filmografi (i urval)
- 1947 – 91:an Karlssons permis
- 1948 – Loffe som miljonär
- 1948 – Soldat Bom
- 1949 – Bohus Bataljon
- 1949 – Pappa Bom
- 1950 – Stjärnsmäll i Frukostklubben
- 1951 – Spöke på semester
- 1951 – 91 Karlssons bravader
- 1952 – Oppåt med Gröna Hissen
- 1952 – Säg det med blommor
- 1953 – Alla tiders 91 Karlsson
- 1953 – Kungen av Dalarna
- 1954 – Sju svarta "Be-Hå"
- 1954 – Aldrig med min kofot eller Drömtjuven
- 1954 – En lektion i kärlek
- 1955 – Far och flyg
- 1955 – Friarannonsen
- 1955 – 91 Karlsson rycker in
- 1955 – Sommarflickan
- 1956 – Den tappre soldaten Jönsson
- 1957 – Åsa-Nisse flyger i luften
- 1957 – Johan på Snippen tar hem spelet
- 1957 – Prästen i Uddarbo
- 1958 – Flottans överman
- 1959 – Åsa-Nisse jubilerar
- 1960 – Åsa-Nisse som polis
- 1964 – Älskling på vift
- 1968 – Under ditt parasoll
- 1969 – Harry Munter
- 1973 – Ett köpmanshus i skärgården (TV-serie)
- 1973 – Kvartetten som sprängdes (TV-serie)
- 1979 – Heja Sverige!
- 1980 – Sverige åt svenskarna
- 1981 – Rasmus på luffen
- 1982 – Vi ses på Bråddvaj (TV-serie)
- 1984 – Ronja Rövardotter
- 1986 – Ronja rövardotter (TV)
- 1986 – Rasmus på luffen (TV)

## Filmmanus
- 1979 – Heja Sverige!

## Teater

### Roller
| År   | Roll         | Produktion                                                           | Regi                         | Teater                     |
| ---- | ------------ | -------------------------------------------------------------------- | ---------------------------- | -------------------------- |
| 1946 | Medverkande  | Den ridderliga flugan, revy Stig Bergendorff och Gösta Bernhard      | Gösta Terserus               | Casinoteatern              |
| 1947 | Medverkande  | Alltid pippi, revy Stig Bergendorff och Gösta Bernhard               | Gösta Terserus               | Casinoteatern              |
| 1948 | Medverkande  | Oh, eller Olympiska hetsen, revy Stig Bergendorff och Gösta Bernhard | Gösta Terserus               | Casinoteatern              |
| 1950 | Medverkande  | 25-öresrevyn, eller Hjälp, revy Stig Bergendorff och Gösta Bernhard  | Gösta Terserus               | Casinoteatern              |
| 1951 | Medverkande  | Drömtolvan, revy Stig Bergendorff och Gösta Bernhard                 | Gösta Terserus               | Casinoteatern              |
| 1952 | Medverkande  | Anderssons sagor, revy Stig Bergendorff och Gösta Bernhard           | Gösta Terserus               | Casinoteatern              |
| 1953 | Medverkande  | Operation knätofs, revy Stig Bergendorff och Gösta Bernhard          | Gösta Bernhard               | Casinoteatern              |
| 1954 | Medverkande  | Sista skriket 54, revy Stig Bergendorff och Gösta Bernhard           | Gösta Bernhard               | Casinoteatern              |
| 1956 | Medverkande  | Pst!, revy Stig Bergendorff och Gösta Bernhard                       | Gösta Bernhard               | Blancheteatern             |
| 1957 | Ormen        | Klart annorlunda, revy Gösta Bernhard och Stig Bergendorff           | Gösta Bernhard               | Blancheteatern             |
| 1958 | Medverkande  | Här ä' vi igen, revy Stig Bergendorff och Gösta Bernhard             |                              | Casinoteatern              |
| 1959 | Medverkande  | Orfeus Nilsson, revy Gösta Bernhard och Stig Bergendorff             | Gösta Bernhard Olof Thunberg | Blancheteatern             |
| 1959 | Medverkande  | Oh, revy Stig Bergendorff och Gösta Bernhard                         | Gösta Bernhard               | Casinoteatern              |
| 1961 | Medverkande  | Crazy på burk, revy Stig Bergendorff och Gösta Bernhard              | Gösta Bernhard               | Casinoteatern              |
| 1960 | Ville Vessla | Ture Sventon i London Åke Holmberg                                   | Nils Olsén                   | Stockholms skolbarnsteater |

### Fotnoter
1. 1 2  ”Georg Adelly”. Svensk Filmdatabas. http://www.sfi.se/sv/svensk-filmdatabas/Item/?type=PERSON&itemid=62065&ref=%2ftemplates%2fSwedishFilmSearchResult.aspx%3fid%3d1225%26epslanguage%3dsv%26searchword%3dGeorg+Adelly%26type%3dPerson%26match%3dBegin%26page%3d1%26prom%3dFalse. Läst 17 september 2012.
2. ↑  ”Erik direkt: Det mest fingerfärdiga vi sett | Krönikörer | Kvällsposten”. Expressen. https://www.expressen.se/kvp/kronikorer/erik-direkt-det-mest-fingerfardiga-vi-sett/. Läst 25 september 2019.
3. ↑  SvenskaGravar
4. ↑  Lbk (7 september 1946). ”Teater Musik Film: 'Den ridderliga flugan' på Casinoteatern”. Dagens Nyheter:  s. 11. https://arkivet.dn.se/tidning/1946-09-07/243/11. Läst 13 september 2020.
5. ↑  Lbk (4 september 1947). ”Teater Musik Film: 'Alltid pippi' på Casinoteatern”. Dagens Nyheter:  s. 9. https://arkivet.dn.se/tidning/1947-09-04/238/9. Läst 13 september 2020.
6. ↑  Wenner (2 september 1948). ”Teater Musik Film: Casino: 'Oh!'”. Dagens Nyheter:  s. 9. https://arkivet.dn.se/tidning/1948-09-02/237/9. Läst 13 september 2020.
7. ↑  ”Teater Musik Film: Jubileumspremiär på Casino”. Dagens Nyheter:  s. 14. 3 september 1950. https://arkivet.dn.se/tidning/1950-09-03/237/14. Läst 13 september 2020.
8. ↑  Öhn (7 september 1951). ”Teater Musik Film: 'Drömtolvan' på Bryggargatan”. Dagens Nyheter:  s. 9. https://arkivet.dn.se/tidning/1951-09-07/241/9. Läst 13 september 2020.
9. ↑  ”Teater Musik Film:”. Dagens Nyheter:  s. 13. 3 september 1952. https://arkivet.dn.se/tidning/1952-09-03/239/13. Läst 13 september 2020.
10. ↑  S. B-l (7 september 1953). ”Teater Musik Film: Casinorevyn”. Dagens Nyheter:  s. 10. https://arkivet.dn.se/tidning/1953-09-07/241/10. Läst 13 september 2020.
11. ↑  ”Casino”. Dagens Nyheter:  s. 16. 1 september 1954. https://arkivet.dn.se/tidning/1954-09-01/236/16. Läst 13 september 2020.
12. ↑  ”Teaterannons”. Dagens Nyheter:  s. 38. 27 april 1956. https://arkivet.dn.se/tidning/1956-04-27/114/38. Läst 4 september 2020.
13. ↑  ”Scenförändringar: Sommarprilligt”. Dagens Nyheter:  s. 18. 17 april 1957. https://arkivet.dn.se/tidning/1957-04-17/106/18. Läst 4 september 2020.
14. ↑  ”Casino öppnar portarna”. Dagens Nyheter:  s. 14. 29 augusti 1958. https://arkivet.dn.se/tidning/1958-08-29/233/14. Läst 13 september 2020.
15. ↑  ”Premiärdags på Blanche”. Dagens Nyheter:  s. 15. 19 mars 1959. https://arkivet.dn.se/tidning/1959-03-19/76/15. Läst 4 september 2020.
16. ↑  ”Crazyrevy på Casino”. Dagens Nyheter:  s. 14. 23 september 1959. https://arkivet.dn.se/tidning/1959-09-23/258/14. Läst 13 september 2020.
17. ↑  S B-l (16 januari 1961). ”'Crazy på burk' på Casino”. Dagens Nyheter:  s. 12. https://arkivet.dn.se/tidning/1961-01-16/14/12. Läst 13 september 2020.
18. ↑  S B-l (25 maj 1960). ”Ture Sventon i London”. Dagens Nyheter:  s. 16. http://arkivet.dn.se/arkivet/tidning/1960-05-25/141/16. Läst 21 januari 2016.